# بابلو غانيت
بابلو غانيت كوميتري (بالإسبانية: Pablo Ganet) (مواليد 4 نوفمبر 1994) هو لاعب كرة قدم غيني استوائية. يلعب حاليًا لصالح نادي ديبورتيفو سان سباستيان الأسباني في مركز وسط الملعب.

## إحصائيات

### المنتخب
آخر تحديث 18 يناير 2015.
| غينيا الاستوائية | غينيا الاستوائية | غينيا الاستوائية |
| السنة            | الظهور           | الأهداف          |
| ---------------- | ---------------- | ---------------- |
| 2015             | 2                | 0                |
| الإجمالي         | 2                | 0                |

## روابط خارجية
- صفحة اللاعب على موقع نادي ملقا
- بابلو غانيت على موقع قاعدة بيانات كرة القدم.إي يو (الإنجليزية)
- بابلو غانيت على موقع ناشيونال فوتبول تيمز (الإنجليزية)
- بابلو غانيت على موقع Soccerway.com (الإنجليزية)
- بابلو غانيت على موقع عالم كرة القدم.نت (الإنجليزية)
- صفحة اللاعب على سوكر واي